# Anna von Münchhausen (Salondame)

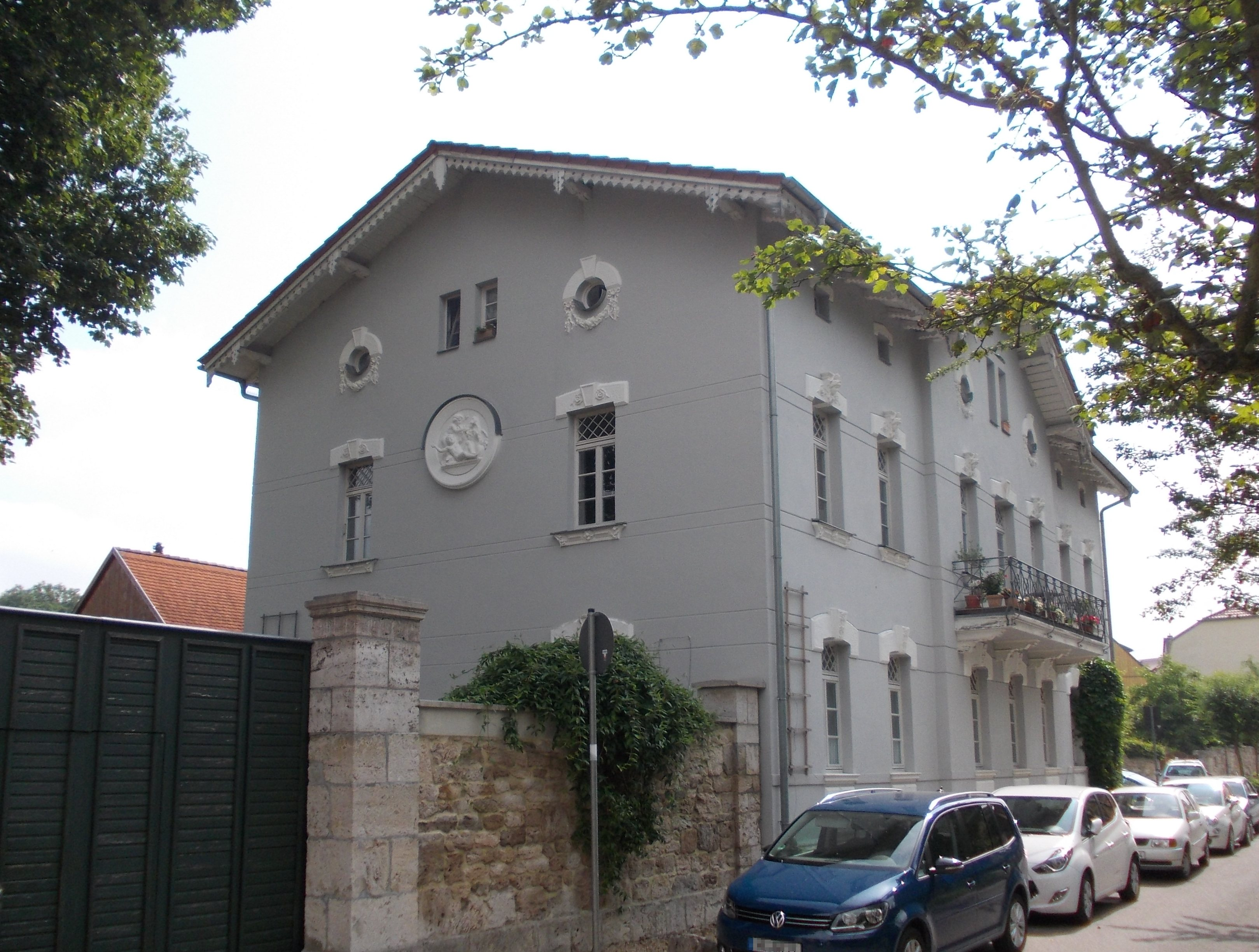
Münchhausen-Haus in Oberweimar

Anna Freifrau von Münchhausen (geboren am 21. November 1853 in Tilsit; gestorben am 8. September 1942 in Oberweimar), geb. von Keudell, war eine deutsche Adlige und Salondame.

## Leben
Ihr Name ist mit dem Wilhelm-Wagenfeld-Haus, benannt nach dem Bauhaus-Designer Wilhelm Wagenfeld, der dort als ihr Mieter wohnte, und dem Münchhausen-Haus verbunden. 
Sie war eine Tochter des preußischen Offiziers und Schriftstellers Rudolf von Münchhausen (1808–1871). Sie besuchte erfolgreich ein Lehrerinnen-Seminar und unterrichtete einige Jahre in Berlin. Sie kam als Witwe des kaiserlichen Konsuls Thankmar von Münchhausen (1835–1909) mit ihrem Sohn Thankmar von Münchhausen (1893–1979) 1922 nach Weimar und bezog dieses Haus und baute 1926/27 das Nebengebäude zum Wohnhaus um. Darin wohnte der erwähnte Wilhelm Wagenfeld als ihr Mieter. Das Grundstück baute sie zu einer „Oase der Ruhe“ aus. Bei aller Verehrung des Vergangenen war sie in ihrer Gesinnung fortschrittlich. Das Münchhausen-Haus mit ihr als Mittelpunkt wurde bald zu einem Mittelpunkt der Weimarer Kunst- und Kulturszene. So pflegte sie regen geistigen Austausch u. a. mit Harry Graf Kessler, Elisabeth Förster-Nietzsche und den Bauhaus-Meistern Paul Klee, dem Maler der Weimarer Malerschule Alfred Ahner und dem Schriftsteller Rainer Maria Rilke. Der mit ihr nach Weimar gekommene Sohn Thankmar wiederum gab die Werke Rilkes heraus. Wie seine Mutter stand er im Briefwechsel mit Rilke. Der angebahnte Kontakt zu der Schriftstellerin Juliane Karwath kam allerdings nicht zustande, weil diese sich bereits zurückgezogen hatte. Die fortschrittliche Gesinnung kam auch in der Gestaltung des Mobiliars zum Ausdruck. Dieses wurde Berichten zufolge von Henry van de Velde entworfen. 
Die Jahre großer wirtschaftlicher Not hatte die Gesellschaft um sie enger zusammentreten lassen. Sie erlebte noch selbst Hitler und den Beginn des Zweiten Weltkrieges. So hatte sie selbst Einquartierungen als Folge des Angriffskrieges auf Polen 1939 zu spüren bekommen. Sie schrieb in ihr Tagebuch: „Einquartierung aus dem Saarland überschwemmt Oberweimar. Ich habe zwei junge Burschen, Frl. von Kalkstein oben zwei Mädels, alle nett, anständig, heiter.“